# László Nagy (piragüista)
László Nagy (Budapest, 28 de noviembre de 1930) es un deportista húngaro que compitió en piragüismo en la modalidad de aguas tranquilas.
Ganó dos medallas en el Campeonato Mundial de Piragüismo, en los años 1954 y 1958, y tres medallas en el Campeonato Europeo de Piragüismo en los años 1959 y 1961.

## Palmarés internacional
| Campeonato Mundial | Campeonato Mundial     | Campeonato Mundial | Campeonato Mundial |
| Año                | Lugar                  | Medalla            | Competición        |
| ------------------ | ---------------------- | ------------------ | ------------------ |
| 1954               | Mâcon (Francia)        | Medalla de oro     | K4 1000 m          |
| 1958               | Praga (Checoslovaquia) | Medalla de plata   | K2 500 m           |
| Campeonato Europeo |                        |                    |                    |
| Año                | Lugar                  | Medalla            | Competición        |
| 1959               | Duisburgo (RFA)        | Medalla de plata   | K1 4 × 500 m       |
| 1959               | Duisburgo (RFA)        | Medalla de plata   | K2 500 m           |
| 1961               | Poznań (Polonia)       | Medalla de bronce  | K4 1000 m          |